# Maurice Lugeon

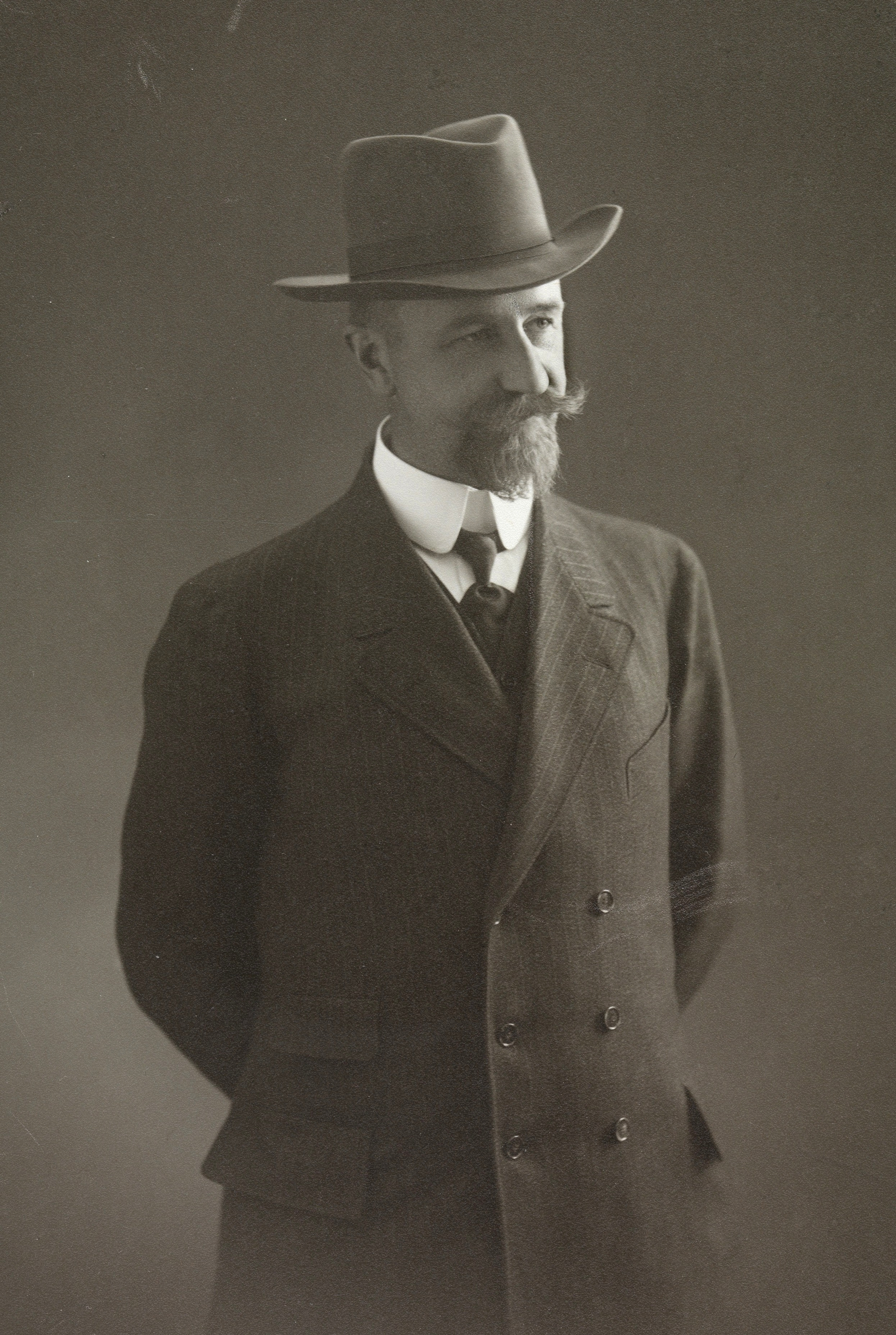
Maurice Lugeon

Maurice Lugeon ( Poissy, próximo de París,  10 de julio de  1870 — Lausana, 23 de octubre de  1953) fue un geólogo suizo. Fue el primero en describir la interpretación geológica detallada de los Alpes.
Se graduó en la Universidad de Lausana, en Suiza, en 1893, donde se desempeñó como profesor de geología a partir de 1898. Fue alumno de  Eugène Renevier (1831-1906).
Fue miembro de la Academia de Ciencias de París y de la  Royal Society de Londres, fue distinguido con la medalla Wollaston por la Sociedad Geológica de Londres en 1938, y con la Medalla Gustav Steinmann otorgada por la Asociación Geológica en 1982.
La unidad de medida de la permeabilidad a través de macisos rocosos se le denomina "lugeon" (Lu) en su homenaje.

## Obras
- "Barrages et géologie" 1932